# Peter Niemeyer
Peter Niemeyer (ur. 22 listopada 1983 w Hörstel) – niemiecki piłkarz występujący na pozycji obrońcy lub pomocnika. Obecnie jest zawodnikiem Herthy Berlin.

## Kariera klubowa
Niemeyer karierę rozpoczynał w SV Teuto Riesenbeck. W latach 1996–1999 był graczem Borussii Emsdetten. W 1999 roku przeszedł do juniorskiej ekipy holenderskiego FC Twente. Tam spędził trzy lata, a w sezonie 2002/2003 został przesunięty do pierwszej drużyny Twente. W Eredivisie zadebiutował 26 kwietnia 2003 w wygranym 1-0 meczu z Excelsiorem Rotterdam. W debiutanckim sezonie w lidze zagrał trzy razy. Od początku sezonu 2003/2004 stał się podstawowym graczem Twente. 23 listopada 2003 w wygranym 4-0 pojedynku z ADO Den Haag strzelił pierwszego gola w trakcie gry w ekstraklasie. Na koniec sezonu 2005/2006 jego klub uplasował się na dziewiątej pozycji w lidze i awansował do Pucharu UEFA. Zakończył go jednak na drugiej rundzie kwalifikacyjnej, po porażce w dwumeczu z Levadią Tallinn. W Twente Niemeyer grał do stycznia 2007. W sumie rozegrał tam 106 ligowych spotkań i zdobył w nich 4 bramki.
17 stycznia 2007 podpisał kontrakt z ojczystym Werderem Brema. W jego barwach pierwszy występ zanotował 17 lutego 2007 w przegranym 0-2 meczu z Hamburgerem SV. 29 września 2007 w wygranym 8-1 spotkaniu z Arminią Bielefeld zdobył swoją pierwszą bramkę w Bundeslidze. Od czasu debiutu w Werderze Niemeyer pełni tam rolę rezerwowego. W sezonie 2008/2009 nadal występował z klubem w rozgrywkach ekstraklasy.
W 2010 roku Niemeyer został wypożyczony do Herthy Berlin.

## Kariera reprezentacyjna
Niemeyer jest byłym reprezentantem Niemiec U-21. W kadrze młodzieżowej grał w latach 2005–2006. W tym czasie zagrał w niej sześć razy.